# U-Bahnhof Nordwestzentrum
Der U-Bahnhof Nordwestzentrum (bis 1990 Nordweststadt) ist ein U-Bahnhof in Frankfurt am Main. Er war am 4. Oktober 1968 der Endbahnhof der ersten Frankfurter U-Bahn-Linie (damals A1) von der Trabantensiedlung Nordweststadt zum Stadtkern (Hauptwache). Heute wird er von den Linien U1 und U9 angefahren.

## Lage

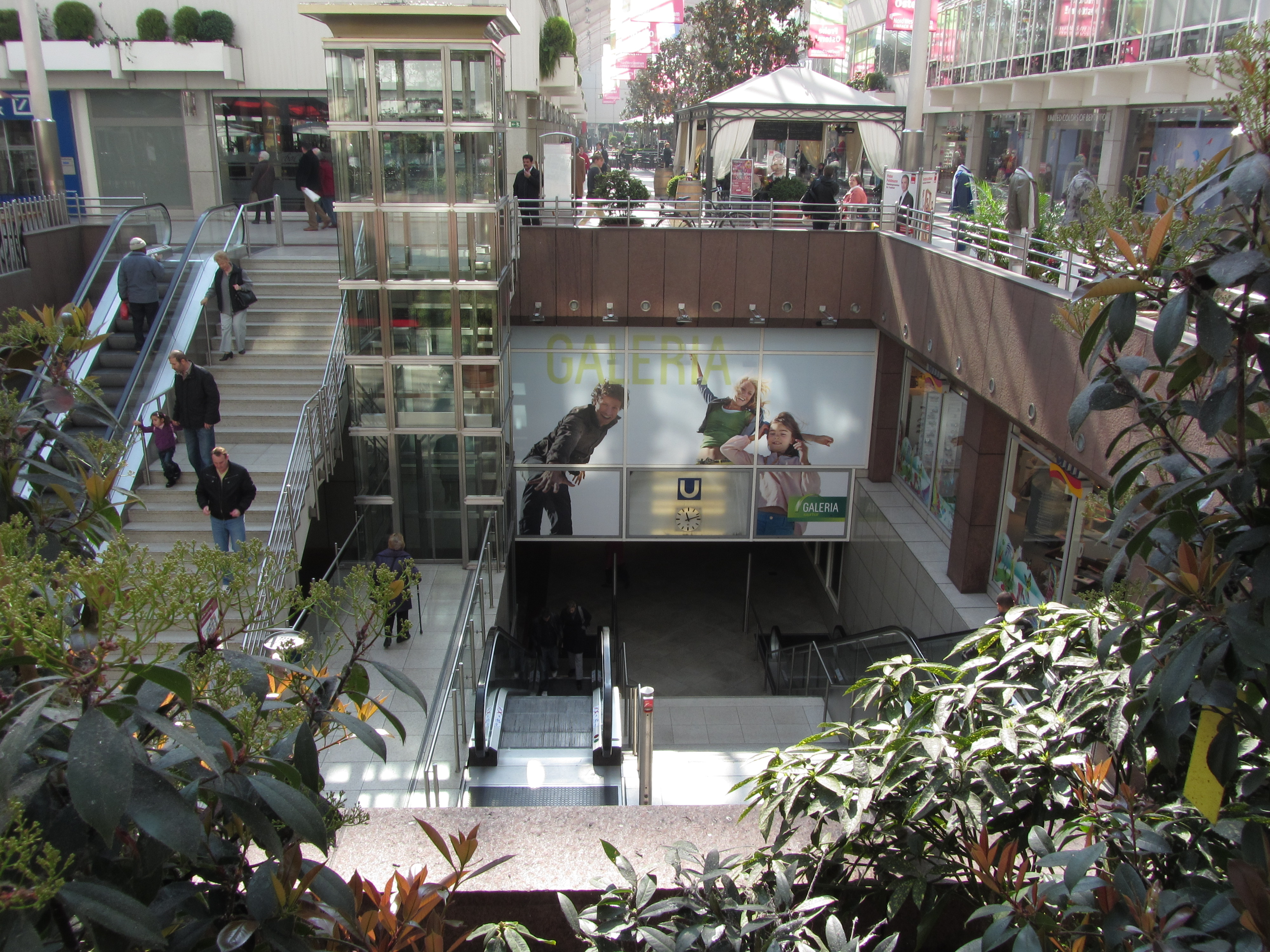
Abgang zur Station im Nordwestzentrum, einem der größten Einkaufszentren Deutschlands

Die unterirdische Station liegt in einem kurzen Tunnelabschnitt unter der Großsiedlung Nordweststadt. Der Tunnel beginnt an der Station Heddernheimer Landstraße und führt unter der Rosa-Luxemburg-Straße zum Nordwest-Einkaufszentrum, von dort erreicht der Tunnel wieder die Rosa-Luxemburg-Straße. An der Station Römerstadt geht die Strecke in einen Hochbahnabschnitt über, der mittig zwischen den Fahrbahnen der Stadtautobahn verläuft.
Der Bahnhof liegt unter der großen Tiefgarage des Nordwestzentrums. Über eine Zwischenebene über dem Bahnhof ist ein in das Erdgeschoss des Zentrums integrierter Busbahnhof sowie das Einkaufszentrum selbst direkt erreichbar. Die Zwischenebene – auch B-Ebene genannt – dient auch als Zugang zur Tiefgarage.

## Geschichte
Der U-Bahnhof wurde gemeinsam mit dem Nordwestzentrum errichtet und am selben Tag eingeweiht. Die Strecke der A1 wurde am 29. September 1974 um eine Station nach Süden bis zum U-Bahnhof Römerstadt erweitert. Seitdem ist der Bahnhof Nordweststadt nicht mehr Endstation. Seit dem 27. Mai 1978 verkehrt die seitdem als U1 bezeichnete Linie bis zu ihrer heutigen Endstation Ginnheim.
Das Nordwestzentrum wurde 1986/88 und 2004 umgebaut und erweitert. 1990 wurde der zuvor sehr schlicht gestaltete U-Bahnhof ebenfalls umgebaut und attraktiver gestaltet. Die Maßnahme erfolgte unter finanzieller Beteiligung des Einkaufszentrums, dessen Namen der Bahnhof seitdem trägt.
Die Station ist die am stärksten frequentierte Station auf dem Ast der U1, sie ist nicht nur für Kunden des Nordwestzentrums, das auch viele soziale Einrichtungen sowie ein großes Hallenbad beherbergt, interessant, sondern dient auch als Umsteigestation zu vielen Buslinien mit Verbindungen in die naheliegenden Stadtteile Heddernheim, Rödelheim, Niederursel sowie in die Nachbarstädte Oberursel und Steinbach.
Die modernisierte Station ist heute barrierefrei mit Aufzügen erreichbar, über eine Zwischenebene gelangt man von den Bahnsteigen direkt ins Einkaufszentrum, zum Busbahnhof oder zum Parkhaus.

## Architektur
Die Station sowie die anschließenden Tunnelabschnitte wurden vollständig in offener Bauweise errichtet, nach deren Fertigstellung wurde darüber das Nordwestzentrum errichtet. Die ursprüngliche Gestaltung der Station entsprach den übrigen unterirdischen Bahnhöfen an der A-Strecke. Die Wandverkleidungen bestanden aus weißen Emailplatten, während die zwischen den Gleisen angeordneten Säulen unverkleidet blieben.
Wände und Säulen wurden während der Renovierung großflächig mit poliertem hellgrauem Naturstein verkleidet, die Bahnsteige erhielten einen neuen Belag. Es handelt sich hierbei um die erste und bisher auch einzige vollständige Sanierung einer unterirdischen Frankfurter U-Bahn-Station. Die Station ist heute hell gestaltet und bietet, wie auch viele neuere Frankfurter U-Bahnhöfe, freie Sichtachsen von der Zwischenebene auf die Bahnsteige.

## Betrieb

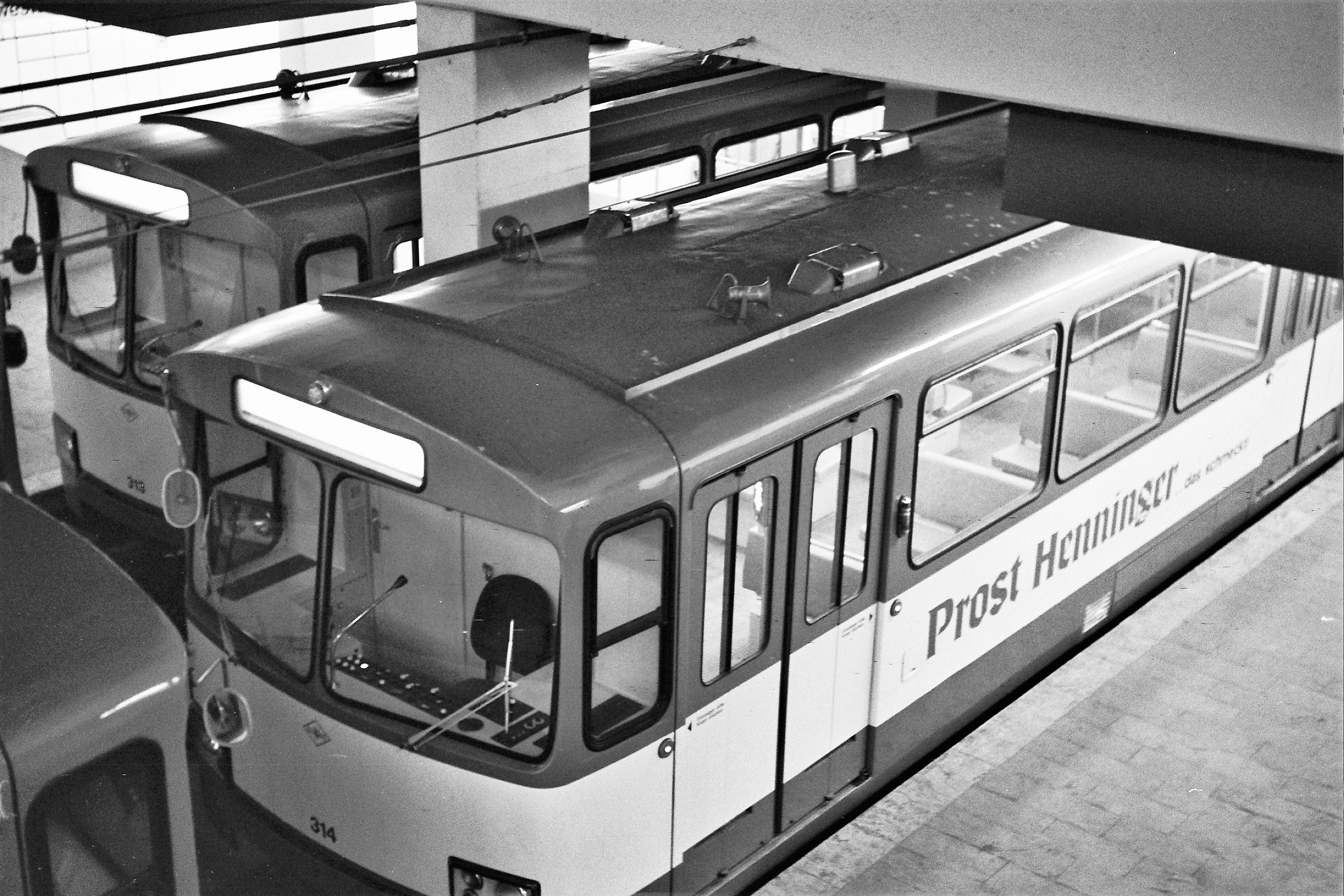

| Linie | Verlauf | Takt                                       |
| ----- | --- | ------------------------------------------ |
| S1    | Südbahnhof – Schweizer Platz – Willy-Brandt-Platz – Hauptwache – Eschenheimer Tor – Grüneburgweg – Holzhausenstraße – Miquel-/Adickesallee – Dornbusch – Fritz-Tarnow-Straße – Hügelstraße – Lindenbaum – Weißer Stein – Heddernheim – Zeilweg – Heddernheimer Landstraße – Nordwestzentrum – Römerstadt – Ginnheim/Niddapark – Ginnheim Mitte | 10 min (werktags) 15 min (sonn-/feiertags) |
| S9    | Nieder-Eschbach – Bonames Mitte – Kalbach – Riedberg – Uni-Campus Riedberg – Niederursel – Wiesenau – Heddernheimer Landstraße – Nordwestzentrum – Römerstadt – Ginnheim/Niddapark – Ginnheim Mitte | 15 min (werktags) 30 min (sonn-/feiertags) |